# 1502 en science
| Années de la science : 1499 - 1500 - 1501 - 1502 - 1503 - 1504 - 1505    |
| Décennies de la science : 1470 - 1480 - 1490 - 1500 - 1510 - 1520 - 1530 |

Cet article présente les faits marquants de l'année 1502 en science.

## Événements

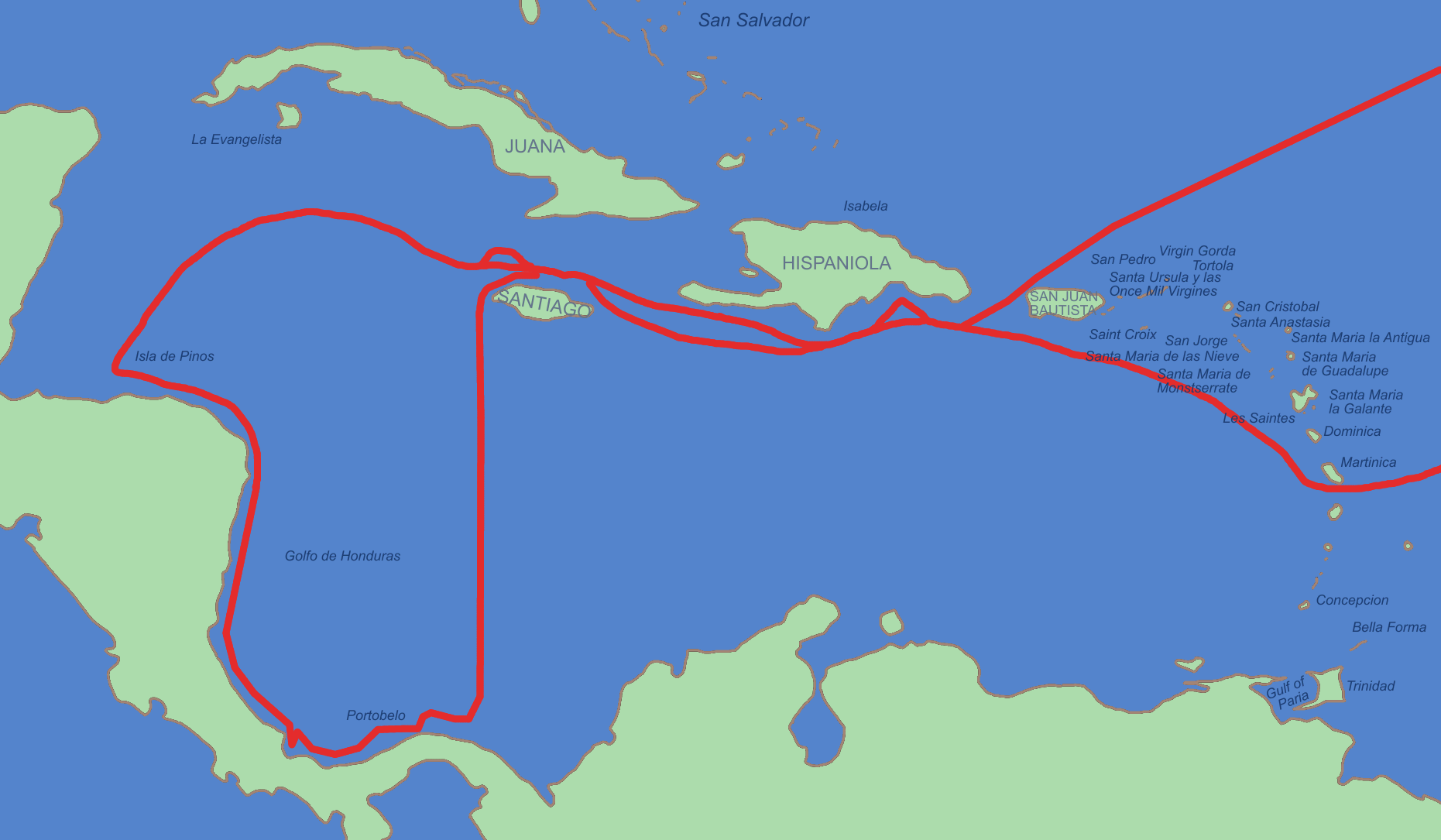
Quatrième voyage : 9/11 mai 1502 – 7 novembre 1504

- 9 ou 11 mai : départ du IVe voyage de Christophe Colomb[1].
- 18 octobre : Frédéric III de Saxe fonde l'université de Wittemberg où enseigneront Martin Luther et Philippe Mélanchthon[2].

- Alberto Cantino, un agent italien du duc de Ferrare, réussit à faire sortir clandestinement du Portugal le planisphère de Cantino. La représentation de l’Afrique est exacte[3].
- Léonard de Vinci est engagé au service de César Borgia, duc de Romagne et général en chef des armées du pape Alexandre VI, son père. Léonard supervise les travaux des forteresses dans les territoires ecclésiastiques du centre de l’Italie[4].

## Publications
- Alessandro Benedetti : Historia corporis humani sive Anatomice, rédigé en 1497.

## Naissances

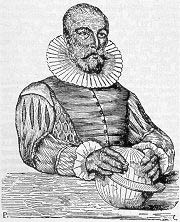
Pedro Nunes

- Pedro Nunes (mort en 1578), mathématicien et cosmographe portugais.

## Décès
- Pierre Garcie-Ferrande (né en 1441), marin et cartographe français.
- Vers 1502 : Miguel Corte-Real (né vers 1448), explorateur portugais.